# Live Slow. Die Old.
Live Slow. Die Old. è un EP del gruppo musicale britannico Enter Shikari, pubblicato il 22 settembre 2017.

## Descrizione
Inizialmente reso disponibile in sole 1 000 copie preordinando l'album The Spark, è stato poi reso disponibile anche per l'acquisto singolo esclusivamente sul sito ufficiale degli Enter Shikari.
Contiene i sei singoli stand alone pubblicati dal gruppo tra il 2013 e il 2017.

## Tracce
Testi di Rou Reynolds, musiche degli Enter Shikari, eccetto dove indicato.
Lato A
1. The Paddington Frisk – 1:16
2. Radiate – 4:32
3. Rat Race – 3:17

Lato B
1. Redshift – 3:57
2. Hoodwinker – 3:47
3. Supercharge (feat. Big Narstie) – 3:32 (testo: Rou Reynolds, Big Narstie)

## Formazione
Enter Shikari
- Rou Reynolds – voce, tastiera, sintetizzatore, tromba in Rat Race
- Rory Clewlow – chitarra, voce secondaria
- Chris Batten – basso, voce secondaria
- Rob Rolfe – batteria, percussioni, cori

Altri musicisti
- Big Narstie – voce in Supercharge

## Classifiche
| Classifica (2017)         | Posizione massima |
| ------------------------- | ----------------- |
| Regno Unito (independent) | 36                |
| Regno Unito (physical)    | 83                |
| Regno Unito (rock)        | 20                |